# 馬屋原彰
馬屋原 彰（うまやばら / うまやはら / まやはら あきら、1844年3月31日（天保15年2月13日）- 1919年（大正8年）1月8日）は、幕末の長州藩士、明治・大正期の法制官僚・政治家。貴族院勅選議員、錦鶏間祗候。初名、閑助・閑輔。号・平舟。従三位勲二等。

## 経歴
長州藩士・馬屋原良蔵の息子として生まれる。藩校・明倫館で学び、後に江戸で騎兵術を修めた。帰藩して選鋒隊に加わり藩世子毛利定広に従い江戸と京都間を行き来した。慶応2年（1866年）第二次長州征討の石州口の戦いに従軍し軍功を挙げた。慶応3年（1867年）明倫館と兵学寮の都講となった。
明治4年7月25日（1871年9月9日）明治政府に出仕し民部省に入り民部庶務大祐に就任。以後、大蔵省戸籍十一等出仕、太政官一等出仕、同大主記、左院大掌記、同少議生、五等議官、太政官少書記官、同権大書記官、参事院議官補、法制局参事官、同司法部長、行政裁判所評定官などを歴任。1893年3月10日に行政裁判所評定官を依願免本官となり退官した。
1891年12月22日、貴族院勅選議員に任じられ、死去するまで在任した。1897年12月8日、錦鶏間祗候を仰せ付けられた。1919年1月8日薨去。墓所は青山霊園(1ロ-20-14)。

## 栄典
位階
- 1890年（明治23年）7月11日 - 従四位[9]
- 1896年（明治29年）4月17日 - 正四位[10]

勲章等
- 1890年（明治23年）12月26日 - 勲四等瑞宝章[11]
- 1915年（大正4年）11月10日 - 大礼記念章（大正）[12]
- 1916年（大正5年）4月1日 - 勲二等瑞宝章[13]

## 著作
訳書
- 『和蘭議員選挙法 : 1850年校定』文部省、1872年。

## 親族
- 弟：馬屋原二郎（裁判官、貴族院勅選議員）[1]
- 長女：東喜子（三浦泰輔の妻）[14]